# Wilson elnök 14 pontja

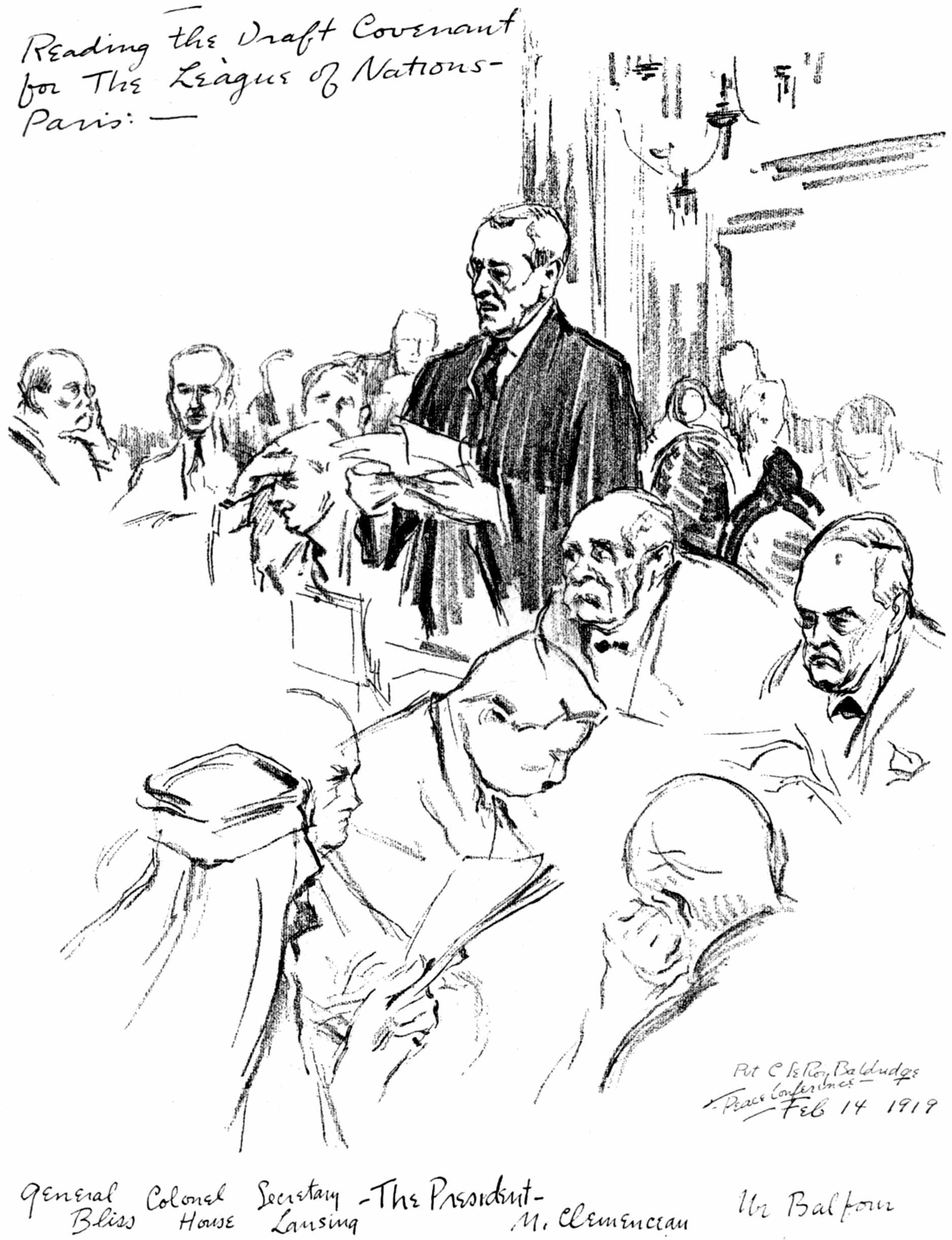
Woodrow Wilson a Népszövetség alapokmány-tervezetét olvassa fel a párizsi békekonferencián (1919. február 14.)

Wilson elnök 14 pontja, illetve wilsoni elvek néven vált ismertté Thomas Woodrow Wilsonnak, az Amerikai Egyesült Államok 28. elnökének 14 pontból álló – részben a nemzetközi jog új alapelveit jelentő – békejavaslata. A szenátus és a képviselőház közös ülésén hirdette meg 1918. január 8-án, az I. világháború végetvetése, az eljövendő háborúk minden lehetőségének kizárása és Európa újjáépítése érdekében. A kongresszusi beszéde egyben válasz volt Vlagyimir Iljics Lenin felhívására. A Szovjetek II. Összoroszországi Kongresszusának 1917. november 8-ai Dekrétum a békéről című rendeletére, amely bejelentette Oroszország azonnali kilépését a háborúból. Felhívott egy területi elcsatolásokkal nem kompromittált, általános, igazságos és demokratikus béke megteremtésére, amely az 1918. március 3-ai breszt-litovszki békéhez vezetett.

## Előzményei és hatása a békekötésekre

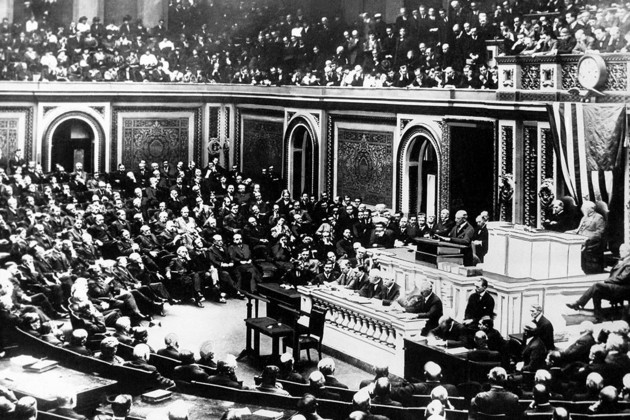
Wilson elnök ismerteti programját az Egyesült Államok Kongresszusa előtt

Az Amerikai Egyesült Államok 1917. április 6-án lépett be a világháborúba az antant oldalán. 1918 elejére világossá vált, hogy a háborúnak hamarosan vége lesz. Az elnök beszédébe foglalt 14 pont egy kb. 150 fős munkacsoport elemzésén alapult, melyet Wilson régi barátja és bizalmas tanácsadója, Edward M. House ezredes öntött végleges formába. Az üzenet lényegi elemei közé tartozott, hogy az elkövetkezendő béketárgyalások nyíltak és átláthatóak legyenek, és hogy a háborús okok megszüntetésével igazságos és stabil béke jöjjön létre, amely biztosítja a békeszerető országok biztonságát, az erőszak és az önző agresszió megszűnését. Elismerik a németek eredményeit, s nem kívánják igazságtalanul korlátozni Németországot jogos igényeiben. Alapelvként fogalmazódott meg a minden néppel szembeni méltányosság, s annak jogossága, hogy egymással egyenlő szabadságban éljenek. Programjuk a világbéke programja.
A compiègne-i fegyverszünet aláírása előtt nyolc hónappal megtartott programadó beszéd képezte a német kapituláció alapját és az 1919-es párizsi békekonferencia vezérfonalát. A beszéd, amelyet előzetesen nem egyeztetett európai partnereivel, a Népszövetség alapelveit tartalmazó, emelkedett ideák lenyomata. Európa népei általában örömmel fogadták Wilson nyíltszívű felhívását, a „világbéke programját”, de – éppen idealizmusa miatt – alkalmazását illetően a szövetséges hatalmak vezetői – Georges Clemenceau, David Lloyd George és Vittorio Emanuele Orlando – szkeptikusok voltak. Az államférfiak számára írott malaszt maradt Wilson felhívása. Párizsban a politikai előnyök, a személyes súlynyerés és nemzeti terjeszkedés voltak a legfőbb gondok.
Noha sok pontja specifikus, az első öt pont általános érvényű volt, magába foglalta a hajózás teljes szabadságát, a titkos diplomácia megszüntetését, a leszerelést, a megszállt területek szuverenitásának helyreállítását, a nemzeti önrendelkezés jogát stb. Wilson programjának alapgondolatait elvben elfogadták a versailles-i békeszerződés tárgyalása során, azonban a háborúban győztes hatalmak végül is csupán négy pontot valósítottak meg maradéktalanul. Maga az amerikai szenátus sem ratifikálta a békeszerződést, s az Egyesült Államok a Népszövetségbe sem lépett be, sőt az 1920-as választásokon győztes republikánusok az izolacionizmus (nevezetesen az európai ügyekbe való be nem avatkozás elvének) útjára léptek.

## Részlet a 14 pontot tartalmazó beszédből
1. Nyílt, nyíltan letárgyalt békeszerződések, amelyek megkötése után nem lesz többé semmiféle titkos nemzetközi megállapodás, hanem a diplomácia mindig nyíltan és a nyilvánosság színe előtt fog tevékenykedni.
2. A hajózás teljes szabadsága a felségvizeken kívül eső tengereken, békében és háborúban egyaránt, kivéve, ha a tengereket nemzetközi szerződések végrehajtására irányuló nemzetközi akció révén teljesen vagy részben lezárnák.
3. Minden gazdasági korlátozás lehető legnagyobb mértékű megszüntetése és egyenlő kereskedelmi feltételek megteremtése mindazon nemzetek részére, amelyek hozzájárulnak a békéhez és csatlakoznak annak fenntartásához.
4. Megfelelő biztosíték nyújtása és elfogadása arra, hogy a nemzeti fegyverkezéseket a belső biztonsággal összefüggő legalacsonyabb szintre csökkentsék.
5. Az összes gyarmati igény szabad, elfogulatlan és teljesen pártatlan rendezése annak az elvnek a szigorú betartása alapján, hogy a szuverenitás ide vonatkozó kérdéseinek eldöntésénél az érintett lakosság érdekei ugyanolyan súllyal essenek latba, mint annak a kormánynak méltányos érdekei, amelynek igényei jogosságát el kell bírálni.
6. Az orosz területek kiürítése és az Oroszországot érintő összes kérdés olyan rendezése, amely a világ többi nemzeteinek legjobb és legszabadabb együttműködését biztosítja arra nézve, hogy Oroszország akadálytalanul és korlátozás nélkül alkalmat kapjon saját politikai fejlődésének és nemzeti politikájának független meghatározására, valamint hogy biztosítva legyen Oroszország őszinte fogadtatása a szabad nemzetek társaságában az általa választott intézményekkel együtt, sőt ezen a fogadtatáson túlmenően biztosítva legyen részére minden olyan támogatás, amelyre szüksége lehet és amelyet ő maga is óhajt. Az a bánásmód, amelyben Oroszországot testvérnemzetei az elkövetkező hónapokban részesíteni fogják, próbaköve lesz jóakaratuknak, Oroszország szükségletei iránti saját érdekeiktől elvonatkoztatva tanúsított megértésüknek, valamint értelmes és önzetlen rokonszenvüknek.
7. Az egész világ egyet fog érteni abban, hogy Belgiumot ki kell üríteni, és helyre kell állítani, anélkül, hogy megkísérelnék korlátozni szuverenitását, amelyet minden más szabad nemzettel együtt élvez. Egyetlen más cselekedet sem fogja ennél jobban szolgálni a nemzetek bizalmának helyreállítását azon törvények iránt, amelyeket egymás közötti kapcsolataik szabályozására maguk alkottak és meghatároztak. E kiegyeztető cselekedet nélkül a nemzetközi jog egész szerkezete és érvénye örök időkre csorbát szenvedne.
8. Minden francia területet fel kell szabadítani és elözönlött részeit helyre kell állítani. Azt az igazságtalanságot, amelyet Poroszország 1871-ben Elzász-Lotaringia tekintetében Franciaországnak okozott, és amely közel ötven évig nyugtalanította a világ békéjét, jóvá kell tenni, hogy a béke mindenki érdekében újból biztosítva legyen.
9. Az olasz határokat a világosan felismerhető nemzeti vonalak szerint kell kiigazítani.
10. Ausztria-Magyarország népei részére, amelyeknek helyét a nemzetek között oltalmazni és biztosítani kívánjuk, meg kell adni az önálló fejlődés legszabadabb lehetőségét.
11. Romániát, Szerbiát és Montenegrót ki kell üríteni; a megszállt területeket helyre kell állítani; Szerbiának szabad és biztosított kijáratot kell adni a tengerhez; a különböző balkáni államok egymás közötti kapcsolatait barátságos tanácskozás útján az állami és nemzeti hovatartozás történelmileg kialakult vonalai szerint kell meghatározni; a különböző balkáni államok politikai és gazdasági függetlenségét és területi sérthetetlenségét nemzetközi garanciákkal kell alátámasztani.
12. A jelenlegi Ottomán Birodalom török részeinek teljes szuverenitást kell biztosítani, de a többi nemzetiségek részére, amelyek most török uralom alatt élnek, biztosítani kell létük feltétlen biztonságát, önálló fejlődésük teljes és zavartalan lehetőségét. A Dardanellákat mint nemzetközi garanciákkal biztosított szabad átjárót, minden nemzet hajói és kereskedelme számára állandóan nyitva kell tartani.
13. Független lengyel államot kell létesíteni, amelynek magában kell foglalnia a vitathatatlanul lengyel lakosság lakta területeket, szabad és biztonságos kijáratot kell biztosítani számára a tengerhez, politikai és gazdasági függetlenségét és területi sérthetetlenségét nemzetközi szerződéssel kell biztosítani.
14. Különleges szerződésekkel meg kell alakítani a nemzetek általános szövetségét avégből, hogy a nagy és a kis államok politikai függetlensége és területi sérthetetlensége kölcsönös garanciákkal biztosítva legyen.[4]

### Összefoglalva
1. A titkos diplomácia megszüntetése
2. A tengeri hajózás szabadsága
3. A nemzetközi kereskedelem egyenlősége, a gazdasági korlátozások megszüntetése
4. A fegyverkezés csökkentése
5. A gyarmati igények pártatlan rendezése
6. A központi hatalmak által megszállt orosz területek kiürítése
7. Belgium szuverenitásának helyreállítása
8. A megszállt francia területek kiürítése, Elzász és Lotaringia Franciaországhoz csatolása
9. Az olasz határoknak a nemzeti elv alapján való kiigazítása
10. Az Osztrák–Magyar Monarchia népei autonóm fejlődésének biztosítása
11. Románia, Szerbia és Montenegró kiürítése, Szerbiának tengeri kijárat juttatása, a balkáni államok határainak a nemzeti választóvonalak szerinti átrendezése
12. Az Oszmán Birodalom alatt élő népek autonóm fejlődésének biztosítása és a Dardanellák megnyitása
13. Független, tengeri kijárattal bíró lengyel állam létrehozása
14. A nemzetek általános összefogása a politikai függetlenség és területi sérthetetlenség biztosítására